# Mudawwana (Marocco)
La Mudawwana (in arabo مدونة‎?) o Codice di Statuto Personale Marocchino è la legge marocchina sul diritto di famiglia. È stata riformata nell'ottobre 2003 e approvato a febbraio 2004 dal Parlamento marocchino, e promulgata dal re Mohammed VI.
Basato sulla scuola giuridica malikita il codice ha ricevuto il plauso degli attivisti per i diritti umani per le sue riforme sociali e religiose.
Questa revisione, che migliora tra gli altri i diritti delle donne, ha provocato forti proteste da parte degli integralisti.

## Storia
Malik ibn Anas, fondatore della scuola giuridica sunnita del malikismo, fu l'autore dell'al-Muwaṭṭāʾ e dell'al-Mudawwana, collezione di detti del profeta Maometto, della sua famiglia e dei suoi Compagni, oltre che delle riflessioni di Malik stesso, raccolte e pubblicate dall'imam e dai suoi allievi (la Mudawwana fu in realtà messa in forma scritta dall'allievo di Malik, Saḥnūn) con ampi commentari su diverse fattispecie giuridiche. 
L'al-Mudawwana consisteva in gran parte della legge di famiglia, che regolava il matrimonio, l'eredità e la custodia dei figli.
Tamara Sonn, professore di religione e scienze umane al College of William and Mary (a Williamsburg, in Virginia), apprezza il codice marocchino per l'abolizione della famiglia patriarcale e l'espressione di rispetto verso la donna.

## Il Codice
La Mudawwana coinvolge diversi aspetti della vita familiare:
- La poligamia, pur restando autorizzata, diviene più difficile. La donna ha diritto a includere nel contratto matrimoniale la condizione per cui il marito si asterrà dal prendere altre mogli. La poligamia deve essere espressamente autorizzata da un giudice, e solo nei casi in cui:
  - c'è una giustificazione eccezionale ed obiettiva
  - la prima moglie acconsente
  - l'uomo ha sufficienti risorse per sostenere le due famiglie e garantire i diritti di mantenimento, alloggio ed eguaglianza in tutti gli aspetti della vita
- L'obbligo dello sposo di soddisfare i bisogni della moglie, e quello della moglie di obbedire al marito, sono stati rimpiazzati dall'obbligo dello sposo di soddisfare i bisogno della famiglie, e dal diritto dei due sposi di gestire congiuntamente gli affari familiari.
- Viene richiesto che le coppie chiedano il divorzio davanti ad una corte di giustizia. La semplice lettera di ripudio stabilita davanti ad un responsabile religioso non è più sufficiente.
- In caso di divorzio, il genitore che ottiene la custodia dei figli conserva il domicilio familiare.
- L'età minima legale per il matrimonio passa da 15 a 18 anni.
- La molestia sessuale è considerata come un reato e punita dalla legge
- Viene ribadito che una donna può sposarsi senza il consenso del padre ("walī" o tutore può essere anche un parente di sesso maschile)
- La fedeltà della donna verso il marito, principio tradizionale del diritto matrimoniale musulmano, ma che era stato codificato solo in Marocco, viene modificato: mentre il vecchio codice faceva della fedeltà della moglie "il primo diritto del marito", il nuovo prescrive una "fedeltà reciproca"[5].
- Viene riconosciuto valido il matrimonio di cittadini marocchini secondo le leggi di altri paesi.
- Il codice non includeva la possibilità per una donna marocchina di trasmettere la sua nazionalità ai figli; dopo una campagna pubblica, essa è stata riconosciuta nel nuovo Codice della Nazionalità, promulgato dal re Mohammed VI nell'ottobre 2006.[6]

## Messa in atto
Il nuovo Codice di famiglia marocchino entrò in vigore l'8 marzo con la Legge n. 70 del 2003. La messa in atto è stata lunga e burrascosa, da un lato i conservatori erano contrari, dall'altra i modernisti e le femministe appoggiavano la riforma, voluta direttamente dal Re. I punti essenziali della riforma sono: da un lato assicurare stabilità al nucleo familiare attraverso il riconoscimento dell'uguaglianza tra uomo e donna all'interno della famiglia, dall'altro tutelare i diritti dei figli.